# Rio Aluna
O Rio Aluna é um rio da Romênia afluente do rio Şuşiţa, localizado no distrito de Vrancea.